# Självrättfärdighet
Självrättfärdighet (engelska: entitlement) är en psykologisk term som beskriver en känsla av att vara berättigad något utan att egentligen förjäna det. Självrättfärdigheten kan ses genom att personens höga status kan läggas fram som bevis för att hen är "värd" en specialbehandling. Andra faktorer som kan bidra till att bygga upp en självrättfärdigande mentalitet inkluderar en uppfostran av "curlingföräldrar" eller en tidig vana att få sin vilja fram i alla sammanhang. Fenomenet kan även ses som en synonym till högfärdighet, det vill säga att man ser sig själv som förmer än andra.
Psykologin kring självrättigfärdighet är i en del länder vanligt förekommande i diskussioner kring unga som blir antagna på en högre utbildning. En känsla av självrättfärdighet kan förstärka individers tro att deras anseende har fläckats av andra. Självrättfärdighet ska skiljas från rättfärdighet, en äldre term för att leva ett "gott och moraliskt riktigt liv".